# SARS-CoV
SARS-CoV (en inglés: severe acute respiratory syndrome coronavirus, traducido como coronavirus del síndrome respiratorio agudo grave), ocasionalmente llamado SARS-CoV-1 para distinguirlo del SARS-CoV-2,  es una especie de coronavirus que causa el síndrome respiratorio agudo grave (SARS, por sus siglas en inglés) que surgió en 2003 en los países del sudeste asiático. Emergió en noviembre de 2002 en la provincia china de Cantón. Desde su surgimiento a agosto de 2003, el virus había infectado 8422 personas en una treintena de países y causado 916 muertes.